# Georg Pöch
Georg Anton Pöch (* 1. November 1895 in Przemyśl; † 15. Januar 1970 in Surabaya) war ein österreichischer Arzt.

## Leben
Georg war der Sohn des Majors Josef Pöch. Er studierte an der Universität Graz Medizin, promovierte 1921 zum Dr. med. und legte 1924 die Physikatsprüfung ab. Ab 1921/22 war er Sekundararzt in Graz und baute im Auftrag des Commonwealth Fund das Kindergesundheitswesen in Salzburg auf. Am 26. Dezember 1924 heiratete Georg Pöch die Anthropologin Hella Pöch, die Witwe seines Onkels, des Anthropologen Rudolf Pöch. Von 1924 bis 1929 leitete er die Muttergesundheitsfürsorge in Salzburg, danach bis 1935 in Eisenstadt. Am 29. Mai 1938 beantragte er die Aufnahme in die NSDAP und wurde rückwirkend zum 1. Mai desselben Jahres aufgenommen (Mitgliedsnummer 6.334.404). Von November 1938 bis September 1939 arbeitete er in der Abteilung Volksgesundheit im Reichsinnenministerium in Berlin. Ab 1940 leitete er beim Reichsstatthalter Salzburg die Unterabteilung IIIa (Gesundheitswesen und Leibesübungen) und das Dezernat IIa/2 für „Erb- und Rassenpflege“. Er war am Erbgesundheitsgericht Salzburg tätig und zeichnete dort für Maßnahmen zur Vorbereitung der Krankenmorde mitverantwortlich.
Nach dem Ende der Zeit des Nationalsozialismus wurde das Ehepaar in Salzburg vom US-CIC verhört. Es entzog er sich der österreichischen Justiz durch eine langjährige Flucht zunächst über Bozen nach Indonesien (dort ab 1954), wo Georg Pöch nach Stationen in Dompu und Bima (Sumbawa) eine Klinik in Sumbawa Besar betrieb und 1970 in Surabaya an einem Herzinfarkt starb. Vorher soll er nach Peter Levenda zum Islam übergetreten sein und 1965 eine zweite Frau aus Indonesien namens Sulaesih geheiratet haben.

## Besonderes
In Indonesien gab es unbelegte Spekulationen, Dr. Pöch bzw. Poch sei die Tarnung des entkommenen Hitler gewesen.

## Schriften
- Führer durch die Einrichtungen der Gesundheits-Fürsorge in Salzburg, Salzburg 1928
- Mustergesundheitsfürsorge in Stadt und Bezirk Eisenstadt, Burgenland, in: Volksgesundheit: Organ d. Österr. Gesellschaft für Volksgesundheit, 7 (1933/34), S-49-56
- Gesundheitsdienst im Lande, Sonderdr. aus: Mitteilungen d. Unterabt. Gesundheitswesen im Ministerium f. innere u. kulturelle Angelegenheiten, 1939, H. 4 (zuerst 1933)